# リエージュ〜バストーニュ〜リエージュ2005
リエージュ〜バストーニュ〜リエージュ2005 (Liège-Bastogne-Liège 2005) は、リエージュ〜バストーニュ〜リエージュの91回目のレース。2005年4月24日に行われた。

## 結果
リエージュを発着点とする260km
|    | 選手名                                     | 国籍           | チーム名                       | 時間          |
| -- | ------------------------------------------ | -------------- | ------------------------------ | ------------- |
| 1  | アレクサンドル・ヴィノクロフ               | カザフスタン   | T-モバイル                     | 6時間29分09秒 |
| 2  | イェンス・フォイクト                       | ドイツ         | チーム・CSC                    | 同            |
| 3  | マイケル・ボーヘルト                       | オランダ       | ラボバンク                     | +14秒         |
| 4  | パオロ・ベッティーニ                       | イタリア       | クイックステップ               | +24秒         |
| 5  | カデル・エヴァンス                         | オーストラリア | ダヴィタモン・ロット           | 同            |
| 6  | ダビ・エチェバリア                         | スペイン       | リベルティ・セグロス＝ヴュルト | +27秒         |
| 7  | ミゲル・アンヘル・マルティン・ペルディゲロ | スペイン       | フォナック                     | +28秒         |
| 8  | ミルコ・チェレスティーノ                   | イタリア       | ドミーナ・ヴァカンツェ         | 同            |
| 9  | ダミアーノ・クネゴ                         | イタリア       | ランプレ・カッフィータ         | 同            |
| 10 | アンヘル・ビシオソ                         | スペイン       | リベルティ・セグロス＝ヴュルト | 同            |